# Euglossa hugonis
Euglossa hugonis är en biart som beskrevs av Jesus Santiago Moure 1989. Euglossa hugonis ingår i släktet Euglossa, tribus orkidébin, och familjen långtungebin. Inga underarter finns listade.